# Take This Waltz
Take This Waltz ist ein kanadisches Film-Drama aus dem Jahre 2011. In den Hauptrollen spielen Michelle Williams, Luke Kirby und Seth Rogen, Regie führte Sarah Polley.

## Handlung
Margot ist 28 und trifft auf einer Reise Daniel. Die beiden empfinden sofort Sympathie und fühlen sich voneinander angezogen. Margot jedoch unterdrückt ihre Neigung zu ihm, da sie mit Lou verheiratet ist. Zufällig begegnen sie sich beim Rückflug wieder, sie haben im Flugzeug Sitzplätze nebeneinander. Nach der Landung stellt sich heraus, dass sie unmittelbare Nachbarn in der Wohngegend Klein-Portugal (Little Portugal) sind. Ab diesem Moment laufen sie sich ständig über den Weg.
Während des Sommers in Toronto treffen sich die beiden immer wieder. Die Zurückhaltung von Margot sorgt für immer größer werdende, erotische Spannung, aber sie sagt, sie kann Lou nicht wehtun. Obwohl beide sich mit grausamen Phantasien, was sie dem anderen gerne antun würden, gegenseitig zu überbieten versuchen. Als Daniel einsieht, dass Margot und er nie zusammenfinden werden, entschließt er sich fortzuziehen. Am Abreisetag wirft er in Margots Briefkasten eine Postkarte mit einem Termin in der fernen Zukunft, an dem sich beide zum ersten Kuss treffen sollen.
Lou beobachtet, wie Margot dem abfahrenden Daniel sehnsüchtig hinterherschaut. Daraufhin erzählt Margot Lou offensichtlich, dass sie sich in Daniel verliebt hat und trennt sich schweren Herzens von Lou. Margot und Daniel werden ein Paar und leben in einer geräumigen Loftwohnung ein spannendes und ausgefallenes Leben.
Die folgenden Monate oder Jahre werden mit einer kreisenden Kamerafahrt im Zeitraffer dargestellt, unterlegt mit dem titelgebenden Lied von Leonard Cohen. Zum Schluss lebt Margot mit Daniel dasselbe Leben wie früher mit Lou.
Eines Tages wird Margot wegen eines Notfalls zu ihrem alten Haus gerufen und trifft dort auf die Familie ihres Ex-Manns Lou. Ihre Schwägerin, die trocken geglaubte Alkoholikerin, hat einen Rückfall und ist betrunken. Sie beschimpft Margot, dass sie noch schlimmer sei als sie selbst, da sie einfach fortgegangen sei. Das Leben habe immer wieder Löcher, aber Margot sei dumm gewesen, eines dieser Löcher sofort mit etwas anderem füllen zu wollen. Nach einem kurzen Gespräch verlässt Margot das Haus. In der Schlusseinstellung sieht man Margot in einem Jahrmarkt-Karussell. In demselben Karussell hatte sie bereits frisch verliebt mit Daniel gesessen; nun macht sie die Fahrt alleine.

## Soundtrack
Im Film wurden folgende Musikstücke verwendet:
- Green Mountain State – Corinna Rose & The Rusty Horse Band
- Close Your Eyes – Micah P Hinson
- Mahi Ve – JoSH
- Secret Heart – Feist
- Wide Open Plain – Doug Paisley Performed by The Parachute Club
- Rise Up – The Parachute Club
- Vittoria – Charles Spearin
- Santa Lucia – A Man Da Band featuring Marco DiFelice
- Rave On Sad Songa – Jason Collett
- Closing Time – Feist
- Video Killed The Radio Star – The Buggles
- Stand Tall’ – Burton Cummings
- Don’t You (Pt. 1 & 2) – Micah P. Hinson
- Take This Waltz – Leonard Cohen

## Kritiken
„Vielleicht war es abzusehen, dass Seth Rogen mit ein paar Pfund weniger in Hollywood leicht von Hampelmann-Rollen und peinlichen Slackerfiguren aufsteigen könnte in die Riege der Darsteller, die ein Drama ausfüllen und emotional tragen. […] Doch es ist die Kanadierin Sarah Polley, die ihm nun für eine schauspielerische Weiterentwicklung sondergleichen den Raum bietet, und das, obwohl er im Dreigespann von Take this Waltz an den Rand gedrängt wird. Noch nie war Rogen so verletzlich und authentisch zu sehen, ohne Grimassen, ohne Zoten.“

## Auszeichnungen
- Hollywood Film Festival (24. Oktober 2011): Beste Schauspielerin – Michelle Williams
- San Diego Film Critics Society (11. Dezember 2012): Beste Schauspielerin – Michelle Williams
- Vancouver Film Critics Circle (9. Januar 2012): Beste Schauspielerin in einem kanadischen Film – Michelle Williams